# De nieuwe Financier en Kapitalist
De nieuwe Financier en Kapitalist was een Nederlands tijdschrift over financiële onderwerpen dat van 1877 tot 1940 door P.Noordhoff in Groningen werd uitgegeven. 
Het blad ontstond als samensmelting van  De nieuwe financier : algemeen financiëel weekblad, vanaf 1875 uitgegeven door Noordhoff en De kapitalist. Algemeen Financiëel Weekblad, vanaf 1874 uitgegeven door Nijgh & Van Ditmar. Het was aanvankelijk een weekblad. Vanaf 1880 verscheen het tweemaal per week en vanaf 1882 driemaal per week. In 1940 ging het blad op in het Financieel weekblad voor den fondsenhandel. 
Een van de bekende redacteuren van het blad was Samuel Frederik van Oss.